# Nombres 7 000 à 7 999
Cet article recense quelques entiers naturels ayant des propriétés remarquables et inclus dans l'intervalle allant de 7 000 et 7 999, tous deux inclus.
Attention : tous les nombres premiers de cet intervalle ne sont pas encore mentionnés.

## 7 000 - 7 249
7001 - nombre premier
7021 - nombre triangulaire
7043 - nombre premier de Sophie Germain
7056 - 842
7057 - nombre premier cubain de la forme x = y + 1
7079 - nombre premier de Sophie Germain, nombre premier sûr
7103 - nombre premier de Sophie Germain
7106 - nombre octaédrique
7121 - nombre premier de Sophie Germain
7127 - nombre premier
7140 - nombre triangulaire, nombre tétraédrique
7151 - nombre premier de Sophie Germain
7177 - nombre premier
7187 - nombre premier sûr
7192 - nombre étrange
7193 - nombre premier de Sophie Germain
7200 - nombre pyramidal pentagonal
7207 - nombre premier
7211 - nombre premier de Sophie Germain
7225 - 852, nombre octogonal centré
7230 - 362 + 372 + 382 + 392 + 402 = 412 + 422 + 432 + 442
7237 - nombre premier
7246 - nombre heptagonal centré
7247 - nombre premier sûr

## 7 250 - 7 499
7260 - nombre triangulaire
7267 - nombre décagonal
7272 - nombre de Kaprekar
7291 - nombre ennéagonal
7307 - nombre premier
7321 - nombre premier
7331 - nombre premier
7333 - nombre premier
7349 - nombre premier de Sophie Germain
7351 - nombre premier cubain de la forme x = y + 1
7381 - 121e nombre triangulaire (donc 61e nombre hexagonal et 41e nombre ennéagonal centré)
7385 - nombre de Keith
7396 - 862
7411 - nombre premier
7433 - nombre premier de Sophie Germain
7457 - nombre premier
7459 - nombre premier
7471 - nombre cubique centré
7477 - nombre premier
7487 - nombre premier
7489 - nombre premier

## 7 500 - 7 749
7503 - nombre triangulaire
7517 - nombre premier
7523 - nombre premier sûr
7541 - nombre premier de Sophie Germain
7559 - nombre premier sûr
7560 - nombre hautement composé
7568 - nombre heptagonal centré
7569 - 872, nombre octogonal centré
7573 - nombre premier
7577 - nombre premier
7607 - nombre premier sûr
7612 - nombre décagonal
7614 - nombre ennéagonal
7626 - nombre triangulaire
7643 - nombre premier de Sophie Germain, nombre premier sûr
7647 - nombre de Keith
7649 - nombre premier de Sophie Germain
7691 - nombre premier de Sophie Germain
7703 - nombre premier sûr
7714 - nombre carré pyramidal
7717 - nombre premier
7723 - nombre premier
7727 - nombre premier sûr
7741 - nombre premier

## 7 750 - 7 999
7750 - nombre triangulaire
7753 - nombre premier
7757 - nombre premier
7759 - nombre premier
7770 - nombre tétraédrique
7744 - 882, le seul carré connu qui n'a pas de chiffre isolé, 88 et 7744 forment une paire unique. Il apparaît qu'il n'y a pas d'autre carré qui sont composés d'exactement deux groupes contigus de chiffres égaux multiples, 4e nombre polygonal à 1292 côtés, 7744 est un nombre Harshad en base dix.
7776 - 65
7777 - nombre de Kaprekar
7789 - nombre premier
7823 - nombre premier de Sophie Germain, nombre premier sûr
7825 - constante magique du carré magique n×n et du problème des n dames pour n = 25.
7841 - nombre premier de Sophie Germain
7873 - nombre premier
7875 - nombre triangulaire
7877 - nombre premier
7879 - nombre premier
7883 - nombre premier de Sophie Germain
7897 - nombre heptagonal centré
7901 - nombre premier de Sophie Germain
7909 - nombre de Keith
7912 - nombre étrange
7921 = 892, nombre octogonal centré
7933 - nombre premier
7944 - nombre ennéagonal
7957 - supernombre de Poulet
7963 - nombre premier
7965 - nombre décagonal
7979 - nombre hautement cototient